# Groove Armada
Groove Armada és un duet anglès de música electrònica format per Andy Cato i Tom Findlay que va aconseguir una repercussió notable a les llistes d'èxits amb els senzills «At the River» (1997), «I See You Baby» (1999) i «Superstylin'» (2001). El grup ha publicat nou àlbums d'estudi, quatre dels quals s'han situat al top 50 de la UK Albums Chart.

## Història
Groove Armada es va formar després que Cato i Findlay fossin presentats per un amic en comú. El seu primer àlbum, Northern Star, va ser publicat el 1998 amb Tummy Touch Records, i va ser seguit per un segon, Vertigo, el 1999, que tenia un so més convencional i «polit». També incloïa «At the River», que va ser reeditada com a senzill. L'any 2000 es va publicar un àlbum de temes remesclats de Vertigo titulat The Remixes, juntament amb la seva contribució a la sèrie Back to Mine.
El següent àlbum d'estudi Goodbye Country (Hello Nightclub) va ser publicat el 2001 i va marcar una transició de les seves arrels trip-hop cap a una música més optimista, com ho demostra al senzill «Superstylin'», nominat als premis Grammy. Va seguir un altre àlbum de mescles, aquesta vegada per a la sèrie Another Late Night, i el 2002, menys d'un any després de Goodbye Country (Hello Nightclub), Groove Armada va produir Lovebox, que incloïa una varietat de gèneres com el rock, el house i el trip-hop. La cançó titulada «Hands of Time» es va utilitzar posteriorment a la pel·lícula Collateral
L'àlbum de grans èxits The Best of Groove Armada, publicat el 2004, va ser l'últim dels seus llançaments amb Pepper Records abans de l'àlbum estudi Soundboy Rock de 2007.
L'octubre de 2010, Groove Armada va publicar un àlbum de remescles, White Light, que contenia recents re-enregistraments d'estudi de versions alternatives en directe de moltes cançons de Black Light així com altres cançons clàssiques de Groove Armada.
El febrer de 2014 es va publicar l'EP Pork Soda amb tres temes nous, «Pork Soda», «Hyde & Freak» i «Jack in Black». El 2015, Groove Armada va publicar el seu vuitè àlbum d'estudi, Little Black Book, i el seu novè àlbum d'estudi, Edge of the Horizon, el 2020 amb les col·laboracions vocals de Nick Littlemore, James Alexander Bright, Todd Edwards, She Keeps Bees, Roseau i Paris Brightledge.

## Projectes paral·lels
De 1995 a 2000, Andy Cato va formar part dels projectes de música house progressiu Mother's Pride i Qattara, i va produir treballs en solitari sota els àlies Caia i Journeyman DJ. El 2002 Cato va col·laborar amb Rachel Foster, produint l'àlbum Pursuit of Happiness sota el nom de Weekend Players. També va coescriure amb Sophie Ellis-Bextor el seu àlbum Shoot from the Hip, i va publicar el seu primer senzill en solitari amb el seu propi nom, «La Luna». Cato també ha treballat amb Róisín Murphy al seu àlbum Overpowered, produint els senzills «Let Me Know» i «You Know Me Better. El 2011, Cato es va convertir en el primer músic a compondre un to de trucada per a una organització benèfica, WaveLength Charity.
Tom Findlay és la meitat de Sugardaddy amb Tim Hutton i ha col·laborat amb Keeling Lee. El 2005, va fundar Tunetribe, una botiga de descàrrega digital de música. El 2007, va publicar Watch the Ride, un àlbum de mescla contínua que conté temes de diversos artistes, inclòs del seu propi projecte, Sugardaddy.

## Discografia
Àlbums d'estudi
- Northern Star (1998)
- Vertigo (1999)
- Goodbye Country (Hello Nightclub) (2001)
- Lovebox (2002)
- Soundboy Rock (2007)
- Black Light (2010)
- White Light (2010)
- Little Black Book (2015)
- Edge of the Horizon (2020)[11]